# Śiwaizm kaszmirski
Śiwaizm kaszmirski (dewanagari कश्मीर शैवदर्शन, trl. kaśmīr śaivadarśana, ang. Kashmir Shaivism) – jedna z sześciu głównych szkół filozoficzno-religijnych śiwaizmu (trzech do dziś istniejących). Śiwaizm kaszmirski rozkwitał w IX–XIII wieku, głównymi eksponentami byli: Wasugupta, Abhinawagupta i Kszemaradźa.
Tradycja nigdy nie rozpowszechniła się poza region Kaszmiru. Dziś niewielka liczba zwolenników pozostała głównie wśród społeczności tzw. kaszmirskich Panditów w rejonie Dżammu w północno-zachodnich Indiach.

## Tradycje kaszmirskie
Śiwaizm w rejonie Kaszmiru to następujące znane szkoły:
- śajwasiddhanta – do XI w., dualistyczna, odnowiona na południu
- spanda – doktryna wibracji, monizm śiwaicki
- pratjabhidźńa – doktryna rozpoznania, monizm śiwaicki
- trika – syntetyczna

## System monistyczny
System monistyczny ma wiele podobieństw do adwajtawedanty. Śiwaici kaszmirscy wierzą, że świat jest nierealny i że jedynym powodem jego istnienia jest fakt, że atman jeszcze nie poznał brahmana. Według nauk śiwaizmu kaszmirskiego moksza polega na nagłym rozpoznaniu (pratjabhidźńa) prawdziwej natury Boga. Śiwaizm kaszmirski rozpatruje świat jako emanację wibracji (spanda).

## Literatura przedmiotu
- Swami Lakshman Joo,Kashmir shavism.The Secret Supreme, Delhi, Sri Satguru Publications, 1991, ISBN 81-7030-257-9.
- Swami Shankarananda, Yhe Yoga of Kashmir Shaivism.Consciousness is Everything, Delhi, Motilal Banarsidass, 2006, ISBN 81-208-2699-X.

### Teksty sanskryckie z tłumaczeniem
- Siwasutry czyli Sutry Siwy / przez czcigodnego Wasuguptę odczytane oraz koment. ułożonymi przez Śri Kszemaradżę oraz Śri Waradaradżę zwanego też Krysznadasą opatrzone ; z sanskr. przeł. Anna Rucińska, Fundacja Vivaswan,  2015, ISBN 978-83-938477-4-7.

- Śiva Sutras, The Yoga of Supreme Identity, oprac. Jaideva Singh, Motilal Banarsidass 1982
- Spanda Karikas – The Divine Creative Pulsation oprac. Jaideva Singh, Motilal Banarsidass, Delhi 1980
- Vijnanabhairava or Divine Consciousness oprac. Jaideva Singh, Motilal Banarsidass, Delhi 1981 (techniki jogi śiwaickiej)